# Pubal
Pubal (ur. ok. 24 lipca 2005) – samiec żubra europejskiego (Bos bonasus) znany głównie w południowo-wschodniej Polsce ze względu na wyjątkowo przyjazne relacje z ludźmi i niechęć do reintegracji w środowisku naturalnym.

## Historia
26 lipca 2005 nad gminami Baligród, Solina i Lesko w Bieszczadach przeszła silna nawałnica. Po jej przejściu mężczyźni pracujący przy wypalaniu węgla znaleźli przy drodze łączącej Rabe i przełęcz Żebrak cielę żubra. Prawdopodobnie zostało wyrzucone na drogę przez wezbrane wody pobliskiego potoku. W chwili znalezienia cielę mogło mieć zaledwie kilka dni, na co wskazywały resztki niezagojonej pępowiny, i ważyło ok. 25 kg. Nadleśniczy Ryszard Paszkiewicz i pracownik nadleśnictwa Baligród Piotr Jachimowski zaopiekowali się małym żubrem. Po odczekaniu ok. 40 godzin w nadziei na odnalezienie matki zwierzę zostało przewiezione do zagrody w leśnictwie Czarne niedaleko Baligrodu. Tu było karmione przez leśniczego Witolda Szybowskiego i jego żonę Urszulę – początkowo przy użyciu butelki krowią siarą, a od trzeciego tygodnia życia również trawą, jabłkami i burakami. Losem żubra zainteresowała się Kompania Piwowarska z Poznania (producent Żubra), która przekazała 2,4 tys. zł na jego utrzymanie. Planowano wypuszczenie go w późniejszym czasie do zagrody z Pralinką i Presto – żubrami przywiezionymi z Czech. Żubr nieoficjalnie został nazwany Pubal: Pu to litery zastrzeżone dla rasy nizinno-kaukaskiej żyjącej w Bieszczadach, a bal – od Baligrodu.
Od marca 2006 opiekunowie zaczęli odzwyczajać zwierzę od jedzenia z ręki i spoufalania się z ludźmi, a w kwietniu 2006 Pubal został wypuszczony w dolinie Sanu, gdzie widziano go w stadzie żubrów. Postanowiono, że zostanie dołączony do stada bytującego w okolicach Lutowisk, innego niż to, z którego pochodził. Wpłynęłoby to korzystnie na tutejszą populację żubra. Ze względu na młody wiek i przyszły rozwój zwierzęcia nie założono mu na szyję obroży telemetrycznej.
Pubal zaczął szukać ludzkiego towarzystwa – trafił do jednej z bieszczadzkich wiosek, gdzie m.in. wystraszył turystów. Z tego powodu trafił do zagrody w Woli Michowej, gdzie przebywał razem ze starszym żubrem o imieniu Bolo. Uciekał jednak z zagrody, szukając bliskości ludzi. W lutym 2007 ważącego ok. 250 kg żubra przetransportowano do lasu pod Kołonicami w nadleśnictwie Baligród. W specjalnie przygotowanym ogrodzeniu miał znowu przyzwyczajać się do życia z dala od ludzi. 1 marca młodego żubra wywabiła z lasu 30-osobowa grupa turystów prowadzona przez przewodnika. Dzień później, po otrzymaniu zezwolenia ministra środowiska, Pubal został wywieziony z Bieszczadów do gospodarstwa rolnego w Karolewie w gminie Borek Wielkopolski. Tu pieczę nad nim przejął Henryk Ordanik, hodowca żubroni. Planował on wykorzystanie Pubala do sztucznej inseminacji krów i hodowli żubroni.
W 2009 Pubal przebywał w gospodarstwie w charakterze reproduktora. Późniejsze źródła, po 2017, wspominają o jego śmierci.

## Kultura
- Ballada o żubrze Pubalu nagrodzona II nagrodą w konkursie krasomówczym „Bajarze z leśnej Polany”, 2007[11]
- Żubra żal – film Jacka Szarka, dziennikarza TVP Rzeszów, 2008[12]